# Фустер, Хулиан
Хулиа́н Фусте́р Рибо́ (исп. Julián Fuster Ribó, иногда Fúster, рус. Юлиан Стефанович Фустер, 9 июля 1911—22 января 1991) — испанский и советский хирург, в 1948—1955 годах — политзаключенный ГУЛАГа.

## Биография
Родился в  9 июля 1911 году в Виго, в семье военного-каталонца. Лиценциат медицины (Барселонский университет, 1935), студентом участвовал в деятельности ряда левых группировок. С 1936 года член Объединённой социалистической партии Каталонии (PSUC) — каталонской ветви испанской компартии, но по данным сталинского следствия член компартии с 1929 года. Как военный медик участвовал в гражданской войне на стороне республиканцев. С 1 декабря 1936 года служит в XI армейском корпусе, закончил гражданскую войну в качестве начальника службы здравоохранения XVIII корпуса.  Он был врачом тыловых госпиталей на фронтах Арагона и Каталонии.
В начале 1939 года покинул Испанию и был интернирован в лагере Сен-Сиприен на юге Франции, где возглавил медицинскую службу. Вместе с доктором Хоакимом Виньесом Эспином (исп. Joaquim Vinyes Espin) занимался изучением мышечных болей, вызванных недостатком витамина C (по результатам этих исследований доктор Виньес написал работу, за которую в 1942 году получил награду парижской Академии медицинских наук). Ввиду разногласий с французским медицинским руководством в марте был арестован, освобождён через два месяца, после чего с несколькими товарищами выехал в СССР.

### В СССР
В Советском Союзе работал хирургом в санатории в Агудзери (Абхазская АССР), после июня 1941 года — на службе в Красной армии: до февраля 1943 года — в Ульяновском эвакогоспитале (с октября 1942 года возглавлял хирургическое отделение), с апреля 1943 года — в хирургической клинике московской больницы им. Семашко. C 1946 года в институте Бурденко (нейрохирургия). Вскоре после Второй мировой войны он подготовил рукопись объёмом около 200 машинописных страниц под названием «Советская хирургия. Записки испанского хирурга».
В 1945—1947 года подавал документы на выезд из СССР в Мексику, где проживали его мать и сестра; в этой связи в ноябре 1947 года исключен из коммунистической партии Испании и уволен с работы в институте Бурденко. Лишенный средств к существованию, обратился в посольство Аргентины, где был принят на работу в качестве переводчика. В январе 1948 года при попытке нелегально покинуть СССР был схвачен другой переводчик посольства, также испанец, Хосе Антонио Туньон Альбертос (исп. José Antonio Tuñón); по его показаниям 8 января 1948 года был арестован и Фустер:
Работая в ряде медицинских учреждений Москвы, он систематически вёл среди сослуживцев антисоветскую агитацию, неоднократно заявлял об отсутствии демократии в Советском Союзе, клеветнически отзывался о советской интеллигенции и восхвалял жизнь за границей. Используя своё служебное положение, в целях личной наживы нелегально производил аборты. Установив связь с представителями аргентинского посольства, передавал им разведывательную информацию, получаемую от испанцев, проживающих в Москве.
27 июля 1948 года заместитель министра госбезопасности генерал-лейтенант Огольцов утвердил обвинительное заключение, в августе Особое совещание осудило Фустера на 20 лет лишения свободы. В заключении также работал хирургом, в качестве наказания переводился на общие работы.
Хулиан Фустер дважды упоминается в книге А. И. Солженицына «Архипелаг ГУЛАГ»:
Не угодил начальнику ОЛПа хирург Фустер, испанец. «Послать его на каменный карьер!» Послали. Но вскоре заболел сам начальник, и нужна операция. Есть другие хирурги, можно поехать и в центральную больницу, нет, он  верит только  Фустеру! Вернуть Фустера с карьера! Будешь делать мне операцию! (Но умер на столе.)
И также в контексте Кенгирского восстания заключённых:
Были убитые и несколько десятков раненых. А ещё – бежали сзади краснопогонники со штыками и докалывали раненых. А ещё сзади, по разделению карательного труда, принятому уже в Экибастузе, и в Норильске, и на Воркуте, бежали надзиратели с железными ломами и этими ломами до смерти добивали раненых. (В ту ночь в больнице второго лагпункта засветилась операционная, и заключённый хирург испанец Фустер оперировал.)
В феврале 1955 года Центральная комиссия по пересмотру дел снизила меру наказания Фустеру и проходившими с ним по делу Туньону, Педро Сепеде (исп. Pedro Cepeda) и Франсиско Рамосу Молинсу (исп. Francisco Ramos Molins) до фактически отбытого срока, и в марте они были освобождены.
Вернувшись из лагерей, Фустер до октября 1956 года работал хирургом и травматологом в районной больнице в посёлке городского типа Лотошино, затем занимался переводами медицинской литературы. 4 мая 1959 года получил разрешение на выезд в Испанию и в том же месяце покинул СССР на борту корабля «Сергей Орджоникидзе» в составе седьмой и последней организованной группы испанских репатриантов.
«Сообщники» Фустера также смогли покинуть Советский Союз; Сепеда, первоначально намеревавшийся остаться в СССР, впоследствии также выехал в Испанию.

### После освобождения
Вскоре после возвращения на родину Фустер посетил Кубу, куда после испанской гражданской войны переехали его родственники, однако после победы Кубинской революции приобретённое в СССР скептическое отношение к коммунистической идее (он написал серию очерков «Свидетельства из коммунистического рая», исп. „Testimonios del Paraíso comunista“) не позволило ему прижиться на острове: он был вынужден скрываться от кастровских спецслужб и бежать обратно в Испанию.
В 1961 году по приглашению ВОЗ поехал работать в Конго. Три с половиной года он проработал в госпиталях в Экуатервилле и Букаву:188 откуда был эвакуирован в июне 1964 года, так как из-за продолжавшейся гражданской войны пребывание там стало слишком опасным.
Вновь вернувшись в Испанию, работал в больнице в Палафружеле в Жироне и затем в Таррагоне.
Хулиан Фустер Рибо умер в Таррагоне в 1991 году от инфаркта миокарда.

## Семья
Фустер был женат четыре раза и от четырёх женщин у него были дети: 
- Первая жена — Долорес Бардо (исп. Dolores Bardo, Долорес поехала в СССР вслед за Хулианом, брак распался во время войны от этого брака у Хулиана было три  дочери, две из них умерли в СССР, в живых осталась только старшая Дина.
  - Дочь — Дина[13]
  - Дочь — умерла в СССР от туберкулеза, будучи ребёнком[13].
  - Дочь — умерла в СССР от туберкулеза, будучи ребёнком[13].
- Вторая жена — имя не указано, известно, что она была русская по национальности, и развелась с Фустером после его ареста[13].
  - Дочь — Анна[13].
- Подруга — Эха Лепп (11 марта 1918—13 сентября 2009[14]), студентка-биолог из Тарту, была сослана в Сибирь, бежала из ссылки, вскоре поймана, получила срок, который отбывала в Степлаге, работала медсестрой в больнице у Фустера. У них родился в лагере сын[13].
  - Сын  — Tоомас Лепп, эстонский телевизионный журналист.
- Третья жена — Надежда Гордович, с ней Хулиан познакомился в Степлаге и с ней выехал в Испанию, они вместе переехали на Кубу, затем обратно  в Испанию. Там её заподозрили в сотрудничестве с советской разведкой во время пребывания на Кубе, и после допросов в полиции она решила вернуться в СССР[13]:176.
- Четвёртая жена — Кармен Руис (исп. Carmen Ruiz), 
  - Сын — Рафаэль Фустер Руис (1971 г. р.)[13].